# Matt Bomer
Matthew Staton Bomer, detto Matt (Webster Groves, 11 ottobre 1977), è un attore statunitense.
È noto per il ruolo di Neal Caffrey nella serie televisiva White Collar (2009-2014), che lo ha portato al successo, mentre precedentemente aveva interpretato il personaggio di Bryce Larkin nella serie televisiva Chuck (2007-2009). Ha inoltre interpretato il personaggio dei fumetti DC Comics Larry Trainor / Uomo Negativo, nella serie televisiva Doom Patrol, ispirata al gruppo di supereroi omonimo. Tra i suoi film di maggior successo In Time (2011), Magic Mike (2012) e Magic Mike XXL (2015). Ha ricevuto lodi per la sua interpretazione nel film TV The Normal Heart di Ryan Murphy (2014), grazie a cui si è aggiudicato il Golden Globe per il miglior attore non protagonista in una serie e un Critics' Choice Awards, ricevendo inoltre la candidatura al Premio Emmy e al Satellite Award.

## Biografia
Figlio di Sissi e John Bomer, ex giocatore dei Dallas Cowboys, Matt Bomer nasce a Webster Groves, Missouri, ma cresce a Spring, un sobborgo di Houston. Effettua gli studi presso la Klein High School, dove prende parte a varie rappresentazioni teatrali con l'Alley Theatre, una compagnia teatrale no profit. Nel 2001 si laurea in arti visive e dello spettacolo presso la Carnegie Mellon University di Pittsburgh, Pennsylvania. Si trasferisce a New York in cerca di fortuna, ottenendo ben presto un piccolo ruolo nella soap opera La valle dei pini. Successivamente ottiene una parte in un'altra soap opera, Sentieri, dove tra il 2001 e il 2003 ricopre il ruolo di Ben Reade.

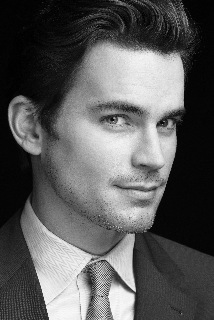
Matt Bomer nel 2012

Nel 2003 acquista notorietà grazie al ruolo di Luc Johnston nella prima stagione della serie televisiva Tru Calling. Dopo aver recitato, con un piccolo ruolo, in Flightplan - Mistero in volo, al fianco di Jodie Foster, Bomer diviene uno dei candidati a interpretare Clark Kent/Superman in Superman Returns, ma, dopo il cambio di regia da Brett Ratner a Bryan Singer, la parte viene assegnata a Brandon Routh. Arriverà comunque a impersonare l'Uomo d'Acciaio dieci anni più tardi, nel 2013, prestando la voce al personaggio nel film d'animazione distribuito direct-to-video Superman: Unbound.
Nel 2006 ottiene la parte di uno dei protagonisti nell'horror Non aprite quella porta - L'inizio, prequel di Non aprite quella porta del 2003. Dopo l'esperienza cinematografica, Bomer torna alla televisione e diviene uno dei protagonisti della serie televisiva Traveler, la serie però non ottiene il successo sperato e viene cancellata dopo solo otto episodi. Successivamente prende parte ad alcuni episodi della prima stagione e della seconda stagione della serie televisiva Chuck, dove interpreta il personaggio ricorrente dell'agente della CIA Bryce Larkin.
Dal 2009 al 2014 è protagonista della serie televisiva White Collar, nella quale vi interpreta il personaggio di Neal Caffrey, un abile e geniale truffatore, catturato dall'agente Peter Burke (Tim DeKay), diviene un consulente dell'FBI per i crimini legati a furti, truffe e falsificazioni. Il ruolo gli farà vincere nel 2015 il People's Choice Awards come miglior attore in una serie televisiva. Nel 2012 compare nell'episodio Il fratellone della serie televisiva Glee interpretando Cooper Anderson, fratello di Blaine (Darren Criss). Nell'episodio Bomer si esibisce anche come cantante in due duetti con Criss, eseguendo Hungry Like the Wolf/Rio dei Duran Duran e Somebody That I Used to Know di Gotye. 
Nel 2014 è protagonista, al fianco di Mark Ruffalo e Julia Roberts, del film per la televisione diretto da Ryan Murphy, The Normal Heart, tratto dall'opera teatrale omonima del 1985 scritta da Larry Kramer. Ambientato nella New York negli anni ottanta del XX secolo, durante la prima grande diffusione dell'AIDS, il film è incentrato sulle vicende di alcune persone che hanno contratto la malattia. Il ruolo gli vale un Golden Globe nel 2015 come miglior attore non protagonista in una serie, miniserie o film per la televisione. A gennaio 2015 viene annunciata la sua partecipazione, nei panni dell'attore Montgomery Clift, al film biografico HBO Monty Clift. Inoltre viene scelto come volto della campagna Made to Measure di Giorgio Armani, accanto a Chen Kun e Dan Stevens.
Nel 2018 è protagonista a Broadway dell'opera teatrale The Boys in the Band di Mart Crowley, in scena al Booth Theatre dal 28 aprile all'11 agosto. Prodotto da Ryan Murphy, questo allestimento celebra il cinquantesimo anniversario del dramma teatrale e il cast comprende Jim Parsons (Michael), Zachary Quinto (Harold), Andrew Rannells (Larry), Charlie Carver (Cowboy), Tuc Watkins (Hank) con la regia di Joe Mantello. Da questa messa in scena verrà tratto il film omonimo, diretto sempre da Mantello e distribuito da Netflix, e già trasposto in lungometraggio nel 1970, con la regia di William Friedkin,, e distribuito in Italia con il titolo Festa per il compleanno del caro amico Harold.
Nel 2019 è nel cast principale della serie televisiva Doom Patrol, basata sull'omonimo gruppo di supereroi della DC Comics e distribuita in Italia da Amazon Prime Video, dove interpreta Larry Trainor/Negative Man, un membro della Doom Patrol ed ex pilota di aerei, che ospita al suo interno un essere alieno fatto di pura energia negativa e per tale motivo è costretto a portare delle speciali bende per via delle radiazioni emanate dal suo corpo. La serie è uno spin-off di Titans, in cui Matt Boomer aveva fatto la sua prima comparsa nei panni di Larry Trainor nel quarto episodio della prima stagione Doom Patrol del 2018 e in cui vi ritornerà nuovamente nel 2023 nell'episodio della quarta stagione Game over.
Nel 2020 è protagonista della terza stagione della serie televisiva antologica The Sinner, al fianco di Bill Pullman. Nella serie interpreta il personaggio disturbato di Jamie Burns, un uomo vittima delle influenze del proprio compagno di liceo Nick Haas (Chris Messina), che lo spinge a esperienze via via più estreme e che egli lascia morire durante un incidente automobilistico per disfarsi della sua influenza. Il rapporto tra i due ricorda il medesimo rapporto intercorso tra i due studenti Nathan Freudenthal Leopold Jr. e Richard Albert Loeb, già alla base del film Nodo alla gola (The Rope) di Alfred Hitchcock.
Nel 2021 prende parte a un doppio episodio, diretto da Loni Peristere, della serie American Horror Stories, spin-off della precedente serie cui aveva giò partecipato, American Horror Story. In ambito DC Comics presta la voce anche al personaggio di Barry Allen / Flash nei film di animazione Justice Society: World War II (2021) e Legione di supereroi (Legion of Super-Heroes), regia di Jeff Wamester (2023).

## Vita privata
È sposato con il pubblicitario Simon Halls dal 2011, con il quale ha avuto tre figli mediante maternità surrogata.
Il 24 febbraio 2012, durante la cerimonia degli Steve Chase Humanitarian Awards, ha dichiarato la sua omosessualità, ringraziando la sua famiglia e suo marito per il sostegno.

## Filmografia parziale

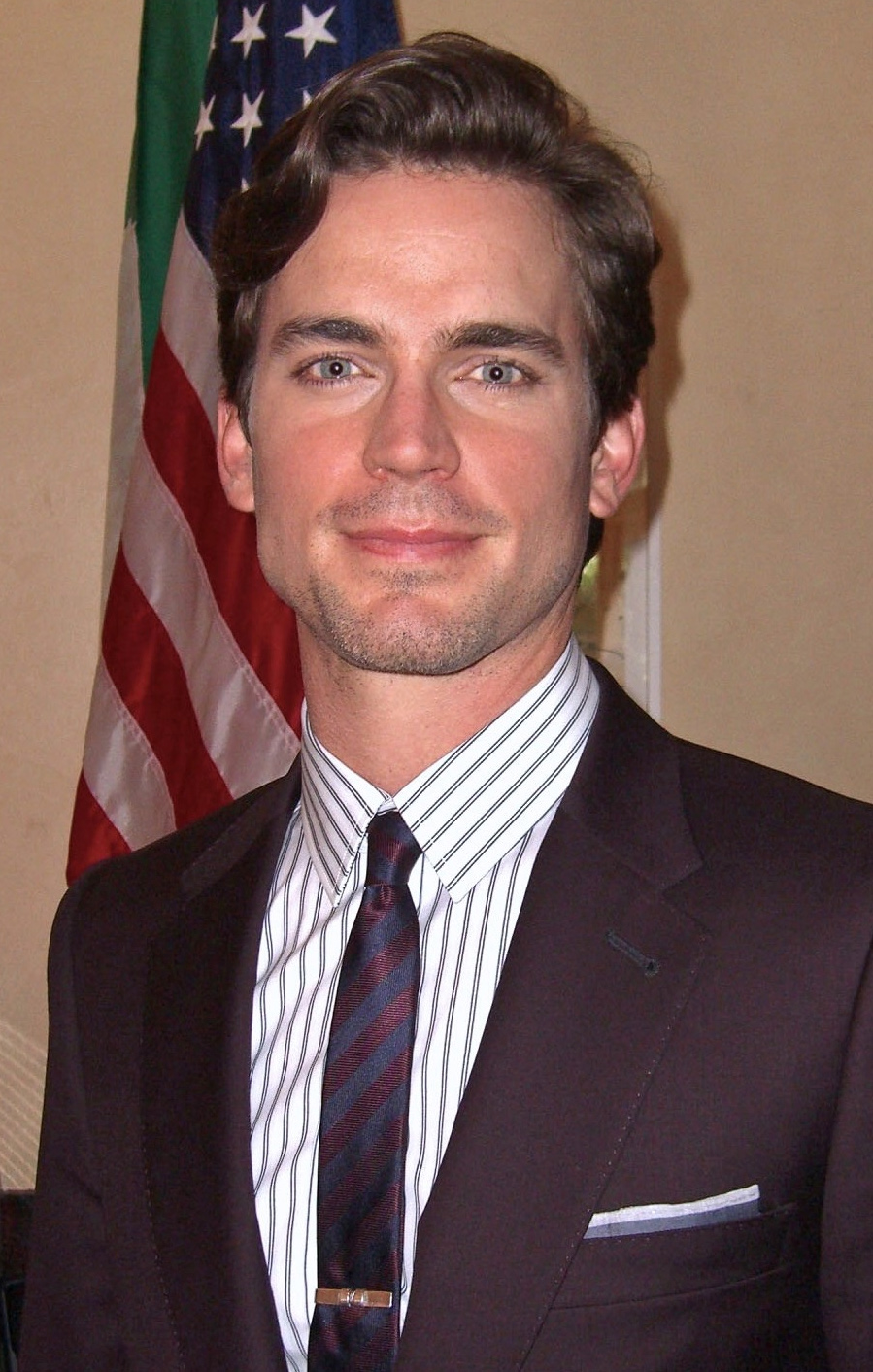
Matt Bomer nel 2011

### Attore

#### Cinema
- War Birds: Diary of an Unknown Aviator, regia di Robert Clem - documentario direct-to-video (2003) - John McGavock Grider
- Flightplan - Mistero in volo (Flightplan), regia di Robert Schwentke (2005)
- Non aprite quella porta - L'inizio (The Texas Chainsaw Massacre: The Beginning), regia di Jonathan Liebesman (2006)
- In Time, regia di Andrew Niccol (2011)
- Magic Mike, regia di Steven Soderbergh (2012)
- Storia d'inverno (Winter's Tale), regia di Akiva Goldsman (2014)
- Space Station 76, regia di Jack Plotnick (2014)
- Magic Mike XXL, regia di Gregory Jacobs (2015)
- Monty Clift, regia di Larry Moss (2015)
- The Nice Guys, regia di Shane Black (2016)
- I magnifici 7 (The Magnificent Seven), regia di Antoine Fuqua (2016)
- Walking Out, regia di Alex Smith e Andrew J. Smith (2017)
- Anything, regia di Timothy McNeil (2017)
- Jonathan, regia di Bill Oliver (2018)
- Papi Chulo, regia di John Butler (2018)
- Viper Club, regia di Maryam Keshavarz (2018)
- The Boys in the Band, regia di Joe Mantello (2020)
- Magic Mike - The Last Dance, regia di Steven Soderbergh (2023)
- Maestro, regia di Bradley Cooper (2023)

#### Televisione
- La valle dei pini (All My Children) – soap opera, episodio 7975 (2000)
- Relic Hunter – serie TV, episodio 3x13 (2002) - non accreditato
- Sentieri (The Guiding Light) – soap opera, 8 episodi (2002-2003)
- Tru Calling – serie TV, 18 episodi (2003-2004)
- North Shore – serie TV, episodio 1x12 (2004)
- Amy Coyne, regia di Todd Holland - film TV (2006)
- Traveler – serie TV, 8 episodi (2007)
- Chuck – serie TV, 7 episodi (2007-2009) - Bryce Larkin
- White Collar – serie TV, 81 episodi (2009-2014) - Neal Caffrey
- 8, regia di Rob Reiner – film TV (2012)
- Glee – serie TV, episodio 3x15 (2012)
- The New Normal – serie TV, episodio 1x12 (2013)
- The Normal Heart, regia di Ryan Murphy – film TV (2014)
- American Horror Story – serie TV, 13 episodi (2014-2016)
- L'ultimo tycoon (The Last Tycoon) – serie TV, 9 episodi (2016-2017)
- Will & Grace – serie TV, 6 episodi (2018-2020)
- Titans - serie TV, episodi 1x04-4x10 - (2018-2023) - Larry Trainor / Negative Man
- Doom Patrol – serie TV, 46 episodi (2019-2023) - Larry Trainor / Negative Man
- The Sinner - serie TV, 8 episodi (2020)
- American Horror Stories – serie TV, episodi 1x01-1x02 (2021)
- Echoes, regia di Kat Candler, Li Lu, Anna Mastro e Valerie Weiss - miniserie TV, 7 episodi (2022)
- Compagni di viaggio (Fellow Travelers), regia di Daniel Minahan, Destiny Ekaragha, James Kent e Uta Briesewitz – miniserie TV, 8 episodi (2023)
- Mid-Century Modern - serie TV, 10 episodi (2025)

### Doppiatore

#### Cinema
- Superman: Unbound, regia di James Tucker - direct-to-video (2013) - Clark Kent / Superman
- Justice Society: World War II, regia di Jeff Wamester (2021) - Barry Allen / Flash
- Legione di supereroi (Legion of Super-Heroes), regia di Jeff Wamester (2023) - Barry Allen / Flash
- Justice League: Warworld, regia di Jeff Wamester (2023)
- Justice League: Crisis on Infinite Earths - Part One , regia di Jeff Wamester (2024) - Barry Allen / Flash
- Justice League: Crisis on Infinite Earths - Part Three, regia di Jeff Wamester (2024) - Barry Allen / Flash

### Produttore
- White Collar - serie TV, 19 episodi (2013-2014)
- Compagni di viaggio (Fellow Travelers), regia di Daniel Minahan, Destiny Ekaragha, James Kent e Uta Briesewitz - miniserie TV, episodio 1x01 (2023)

### Regista
- American Crime Story - serie TV, episodio 2x08 (2018)

## Radio
- You Must Remember This - podcast, episodio 10x11 (2018) - Kenneth Anger
- Hit Job - podcast (2021)

## Teatro
- Un tram che si chiama Desiderio, Alley Theatre, Houston (1995)
- Joseph and the Amazing Technicolor Dreamcoat, Utah Shakespeare Festival, Cedar City (1997)
- Roulette, regia di Jace Alexander, Powerhouse Theater, Poughkeepsie (2003)
- Villa America, Williamstown Theatre Festival, Williamstown (2007)
- 8, regia di Joe Mantello, Eugene O'Neill Theatre, New York/Wilshire Ebell Theatre, Los Angeles (2011-2012)
- The Boys in the Band, regia di Joe Mantello. Booth Theatre, New York (2018)

## Discografia

### Singoli
- 2019 - People Like Us (From Doom Patrol) (con Alan Mingo Jr.)

## Riconoscimenti
- Golden Globe
  - 2014 – Migliore attore non protagonista in una serie, miniserie o film per la televisione per The Normal Heart
  - 2024 – Candidatura al migliore attore in una miniserie o film per la televisione per Compagni di Viaggio (Follow Travelers)
- Critics' Choice Television Awards
  - 2014 – Migliore attore non protagonista in una miniserie o film per la televisione per The Normal Heart
  - 2024 – Candidatura al migliore attore in una miniserie o film per la televisione per Compagni di Viaggio (Follow Travelers)
- Critic's Choice Super Awards
  - 2024 – Candidatura al migliore attore in una serie, miniserie o film per la televisione di supereroi per Doom Patrol
- Premio Emmy
  - 2014 – Candidatura al migliore attore non protagonista in una miniserie o film per la televisione per The Normal Heart
  - 2024 – Candidatura al miglior attore protagonista in una miniserie o film per la televisione per Compagni di Viaggio (Follow Travelers)
- Satellite Award
  - 2014 – Candidatura al miglior attore non protagonista in una serie, miniserie o film per la televisione per The Normal Heart
  - 2024 – Candidatura al migliore attore protagonista in una miniserie o film per la televisione per Compagni di Viaggio (Follow Travelers)
- Screen Actors Guild Award
  - 2024 – Candidatura al miglior attore in una miniserie o film per la televisione per Compagni di Viaggio (Follow Travelers)

## Doppiatori italiani
Nelle versioni in italiano nelle opere in cui ha recitato, Matt Bomer è stato doppiato da:
- Marco Vivio in White Collar, American Horror Story, Magic Mike, The New Normal, The Normal Heart, Magic Mike XXL, The Nice Guys, L'ultimo tycoon, Will & Grace, Doom Patrol, American Horror Stories,  Magic Mike - The Last Dance, Mid-Century Modern
- Giorgio Borghetti in Glee, In Time, The Sinner, Maestro
- David Chevalier in Space Station 76, The Boys in the Band
- Gianfranco Miranda in Flightplan - Mistero in volo
- Fabrizio Manfredi in Non aprite quella porta - L'inizio
- Stefano Macchi in Storia d'inverno
- Flavio Aquilone ne I magnifici 7
- Diego Sabre in Sentieri
- Vittorio Guerrieri in Tru Calling
- Francesco Bulckaen in Chuck
- Francesco Pezzulli in Echoes
- Simone D'Andrea in Compagni di viaggio